# Кожухово (станция)
Кожу́хово — железнодорожная станция Малого кольца Московской железной дороги в Москве. Входит в Московско-Курский центр организации работы железнодорожных станций ДЦС-1 Московской дирекции управления движением. По основному применению является промежуточной, по объёму работы отнесена к четвёртому классу. Ранее являлась грузовой.

## Описание
Железнодорожная станция располагается вблизи территории ЗИЛа. От южной горловины станции отходила ветка на ЗИЛ. Сохранились остатки путевого развития, но в целом станция существует только номинально. Название станции часто путают с одноимённым новым московским микрорайоном Кожухово в составе района Косино-Ухтомский.
В 2013—2014 велось проектирование станции с возобновлением пассажирского движения.
2 мая 2014 года станция закрыта для грузовой работы по параграфам 3, 8н Тарифного руководства № 4. Открыта по знаку «X» (грузовые и пассажирские операции не производятся). Код ЕСР сменён с 199604 на 199619.
В 2015 году на станции Кожухово выстроены две пассажирские платформы: Автозаводская 55°42′23″ с. ш. 37°39′48″ в. д. и ЗИЛ 55°41′52″ с. ш. 37°38′51″ в. д.

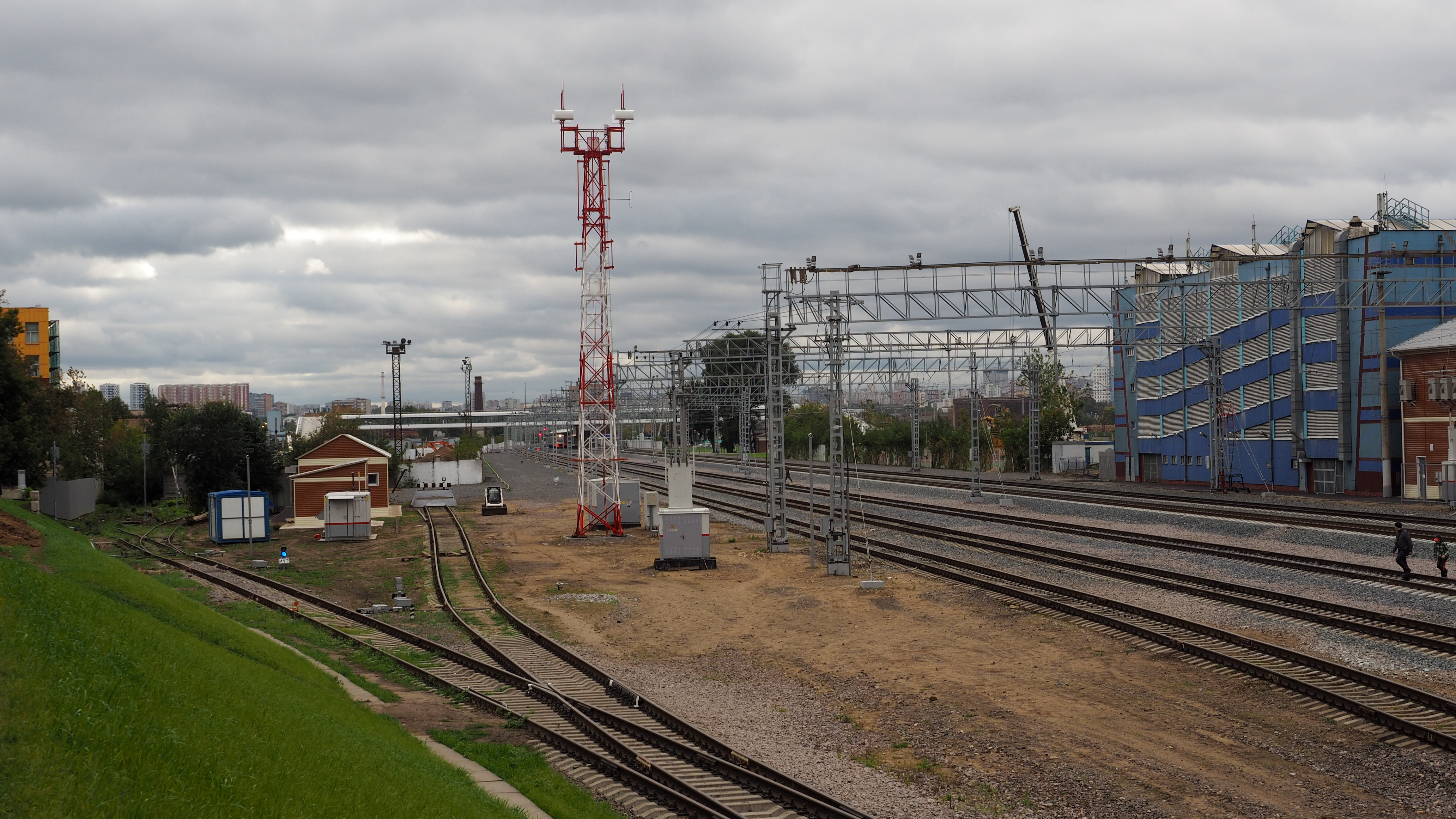
Вид на станцию, 2016 г.

## Архитектура
- С момента пуска дороги на станции сохранилось пассажирское здание.
- Пост управления в северной горловине снесён при строительстве Третьего транспортного кольца в начале 2000-х.
- Пост управления в южной горловине находился на территории завода ЗИЛ, и был снесён в 2016, вместе с заводом.
- Около вокзала находились двухэтажные кирпичные жилые дома. Они снесены при расширении ЗИЛа в 1930-х годах.

## Происшествия
22 января 2014 года, при проведении строительных работ на территории железнодорожной станции, сваей был пробит тоннель Замоскворецкой линии Московского метрополитена, между станциями «Автозаводская» и «Коломенская», что привело к перебою в работе метрополитена 55°42′09″ с. ш. 37°39′27″ в. д..